# Pulpit (mebel)
Pulpit – mebel, na którym kładzie się otwartą księgę lub pojedynczą kartę w celu łatwiejszego jej czytania przez człowieka będącego w pozycji stojącej. 
Pulpity, jako używane od średniowiecza wyposażenie kościołów lub klasztorów, przybierały różne formy, od małej skrzynki ze skośnym wiekiem stawianej na stole, do samodzielnych sprzętów o różnej postaci: od prostego stojaka (czasem o regulowanej wysokości) po rozbudowane, bogato zdobione szafki ze schowkami na przybory piśmienne.
|  |  |  |